# Hada teriolensis
Hada teriolensis är en fjärilsart som beskrevs av Franz Dannehl 1925. Hada teriolensis ingår i släktet Hada och familjen nattflyn. Inga underarter finns listade i Catalogue of Life.